# Теория основного мифа
Тео́рия «основно́го ми́фа» — теория в области сравнительной индоевропейской мифологии, суть которой заключается в выделении основного её мифологического сюжета — сюжета борьбы Громовержца со Змеем.

## История создания теории
Теория «основного мифа» была создана лингвистами В. Н. Топоровым и В. В. Ивановым в 1960-е — 1970-е годы. В советской гуманитарной науке того времени она отличалась новаторским подходом — сведением к нулю использования марксистской методологии и использованием в качестве основного структурного метода французского антрополога Клода Леви-Стросса, а также исследований фольклориста В. Я. Проппа и российско-американского лингвиста Р. О. Якобсона. Большое значение в формировании теории сыграла индоевропеистика. Заметно также влияние старой «мифологической» школы (А. Н. Афанасьев и др.).
Авторами был привлечён огромный источниковый материал — фольклор (сказки, мифы, легенды, пословицы, приметы), эпос, ведийские гимны, летописи, топонимия и т. д.

## Суть теории
«Основной миф», предлагаемый авторами, представляет собой реконструкцию, созданную на основе мифологических реконструкций. Он представляет собой сюжет змееборчества, противопоставление, оппозицию двух антагонистов — антропоморфного божества-Громовержца и его противника — хтонического Змея. С этой оппозицией соотносятся все прочие — светлое-тёмное, верх-низ и т. п.
«Основной миф» был сконструирован на основе сопоставления ведийского мифа о поединке Индры с Вритрой и сюжетов балтийской мифологии о Перкунасе и Вельнясе. Змей-демон Вритра, скрывающий воды, авторами прямо отождествляется с Валой, названием олицетворённой скалы, скрывающей коров. Корень этих теонимов, *uel-, становится для авторов универсальным показателем связи с антагонистом Громовержца, они находят его абсолютно везде — в именах древнерусских языческих Волоса и Велеса, балтийского Велняса, в топонимах типа Волосово, Велетово, Волынь, Вавель и т. д., в словах Валькирия, Вальхалла, Вёлунд и т. п. 
Авторы теории считают, что «основной миф» стал основой для формирования мифологических систем всех индоевропейских народов. В частности, он нашёл своё отражение в восточнославянских сказках о борьбе богатыря со змеем — авторы проводят параллель между Ильёй Муромцем, Ильёй-пророком и Перуном и между Змеем Горынычем и Велесом-Волосом.
 В. Я. Петрухин отмечает, что учёных «интересовала не археологическая древность Перуна, а возможности реконструкции древнего состояния праславянской (балто-славянской) мифологии». Он пишет:
Сравнительный анализ балтской и славянской традиций позволял реконструировать не только древние имена божеств, но и отношения между ними (чему на славянском материале была посвящена первая книга соавторов). Так, противник высшего (небесного) Бога в балтийский языках Вялняс/Велс, которого преследует громовник, оказался сопоставимым со славянским Волосом (хтонический скотий бог), составлявшим пару с Перуном в древнейших русских текстах – договорах с греками. В реконструкции их противостояние составляло сюжетную основу не сохранившейся в виде мифологических текстов славянской (балто-славянской) мифологии – был реконструирован так называемый основной миф.
Идеи «основного мифа» развивают Т. Н. Судник и Т. В. Цивьян. В своих работах они изложили детали и содержание реконструируемого мифа, такие как свадьба Громовержца, измена его жены с его противником и её изгнание к нему, наказание — поражение детей молнией, воскрешение младшего сына, который оказался «настоящим» и получает власть над временами года. Б. А. Успенский, работая в рамках «основного мифа», интерпретирует многочисленные факты народного православия восточных славян как реликты «культа Волоса».

### Славянская мифология
Для славянской мифологии, которая сама является предметом реконструкции, «основной миф» реконструируется авторами теории следующим образом. К высшему уровню славянской мифологии авторы относят два праславянских божества, имена которых достоверно реконструируются как *Реrunъ (Перун) и *Velesъ (Велес), а также увязываемый с ними женский персонаж, праславянское имя которого неизвестно. Эти божества воплощают военную и хозяйственно-природную функции. Они связаны между собой как участники грозового мифа. Причина распри этих богов заключается в похищении Велесом скота, людей, а в некоторых вариантах — жены громовержца Перуна. Бог грозы Перун, обитающий на небе, на вершине горы, преследует своего змеевидного врага, живущего внизу, на земле. Преследуемый Велес прячется последовательно под деревом, камнем, обращается в человека, коня, корову. Во время поединка с Велесом Перун расщепляет дерево, раскалывает камень, мечет стрелы. Победа завершается дождём, приносящим плодородие. Возможно, некоторые из этих мотивов повторяются в связи с другими божествами, выступающими в других, более поздних пантеонах и под другими именами (например, Свентовит).

## Критика
С критикой концепции выступил археолог Лев Самуилович Клейн: согласно Клейну, нет никаких оснований для реконструкции «основного мифа» у славян — об отношениях Перуна и Волоса/Велеса ничего не известно из источников. Известно только, что ими клянутся одновременно, а при их оппозиции это выглядело бы как клятва одновременно Богом и дьяволом. Кроме того, по мнению Клейна, ни Велес, ни Волос нигде, прямо или косвенно, не связываются со змеями, как считают авторы теории. Контраргументом В. Н. Топорова стала «Радзивилловская летопись», в которой сохранилось изображение Велеса в виде змея у ног Олега, а также многочисленные свидетельства связи бога Велы со змеями в македонском фольклоре.
Другой аргумент Л. С. Клейна против теории был лингвистический: как отмечал М. Фасмер, имена Волоса и Велеса нельзя отождествлять лингвистически, так как в древнерусском языке, как и в русском, не было вариативности -оло-/-еле-, с этим соглашается Л. С. Клейн. Поводов для отождествления не даёт, как кажется Клейну, и семантика этих божеств — Волоса, скотьего бога, и Велеса, чей внук — «вещий» Боян из «Слова о полку Игореве».
Общеиндоевропейского имени божества с корнем *uel- не существует, семантика этого корня — «равнина, долина», с переходом к мифологеме «потустороннего, подземного мира мёртвых» (так как у индоевропейцев мир иной отождествлялся с пастбищем). Клейн также выступил с критикой критериев выбора основного мифа. С его точки зрения не разрешён вопрос, почему именно миф о змееборчестве был объявлен авторами основным.
Академик Б. А. Рыбаков считал, что реконструкция Вяч. Вс. Иванова и В. Н. Топорова сделана «недостаточно солидно». Их книга, по его мнению, «не является целостным исследованием», а больше похожа на частично систематизированную подробную картотеку. Авторы, по оценке Рыбакова, связывают с именем Волоса-Велеса «материалы, совершенно не относящиеся к делу».
Вопрос о том, насколько взаимосвязаны балтийская и славянская мифология, остаётся предметом дискуссии. Однако попытка «реконструкции мифов из сохранившихся языковых „обломков“ воспринимаются в научном мире с интересом». По мнению А. Гейштора, работы В. В. Иванова и В. Н. Топорова открыли «новые перспективы в изучении и познании славянской мифологии». Я. Пухвел включил эти работы в библиографический список научных работ, составляющих документацию новой индоевропейской сравнительной мифологии и считает их перспективными.